# Judith Light
Pour les articles homonymes, voir Light.
Judith Light, née le 9 février 1949 à Trenton, dans le New Jersey, est une actrice américaine.
Elle est particulièrement connue pour ses rôles dans les séries télévisées tels qu'Angela Bower dans Madame est servie (1984-1992), Elizabeth Donnelly (en) dans New York, unité spéciale (2002-2010), Claire Meade dans Ugly Betty (2006-2010) et Shelly Pfefferman dans Transparent (2014-2019).
Au cours de sa carrière, son travail d'interprète lui vaut d'être récompensée de deux Daytime Emmy Awards, deux Tony Awards et d'être nommée aux Primetime Emmy Awards ainsi qu'aux Golden Globe Awards.

## Biographie

### Enfance et formation
Elle est la fille unique de Sue et Sidney Light. Depuis son plus jeune âge, elle témoigne un fort intérêt pour la comédie. Soutenue par ses parents dans son désir d'entamer une carrière dans le milieu du divertissement, elle suit des cours d'art dramatique à l'Université de Carnegie Mellon en Pennsylvanie et obtient son diplôme en 1971.
Elle parle couramment français[réf. nécessaire].

### Débuts de carrière et révélation

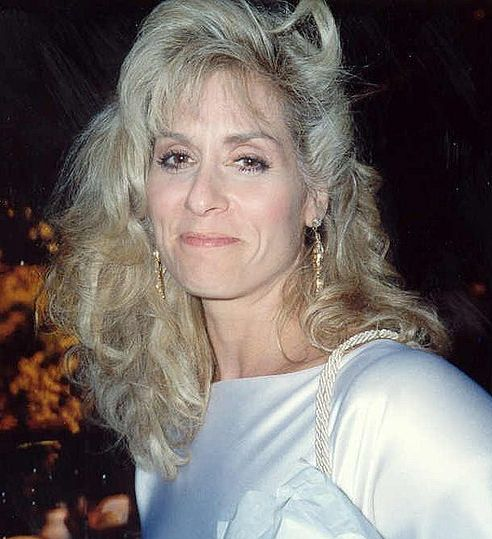
L'actrice lors de la cérémonie des Emmy Awards, en 1989.

En 1975, elle fait ses débuts à Broadway dans un revival de A Doll's House.
Après avoir décroché ses premiers rôles au théâtre, elle fait ses débuts à la télévision en 1977 dans un épisode de Kojak.
De 1977 à 1983, elle joue dans la série télévisée On ne vit qu'une fois. Ce premier rôle régulier lui permet de se faire remarquer. Elle remporte un prix aux Daytime Emmy Awards dans la catégorie de la meilleure actrice. Elle est également récompensée aux Soapy Awards pendant deux années consécutives. L'une de ses performances dans la série a été tellement plébiscitée qu'elle est aujourd'hui considérée comme l'un des 100 moments les plus mémorables à la télévision.
Mais c'est l'année suivante qu'elle décroche le rôle le plus important de sa carrière, celui de la pugnace et sérieuse Angela Bower dans la sitcom Madame est servie. Les audiences sont faibles au début mais le succès vient à partir de la saison 2. Judith Light côtoie notamment le charismatique Tony Danza et la jeune première Alyssa Milano qui deviennent des stars grâce à la série. Le programme s'arrête en 1992 au bout de huit saisons et 191 épisodes.

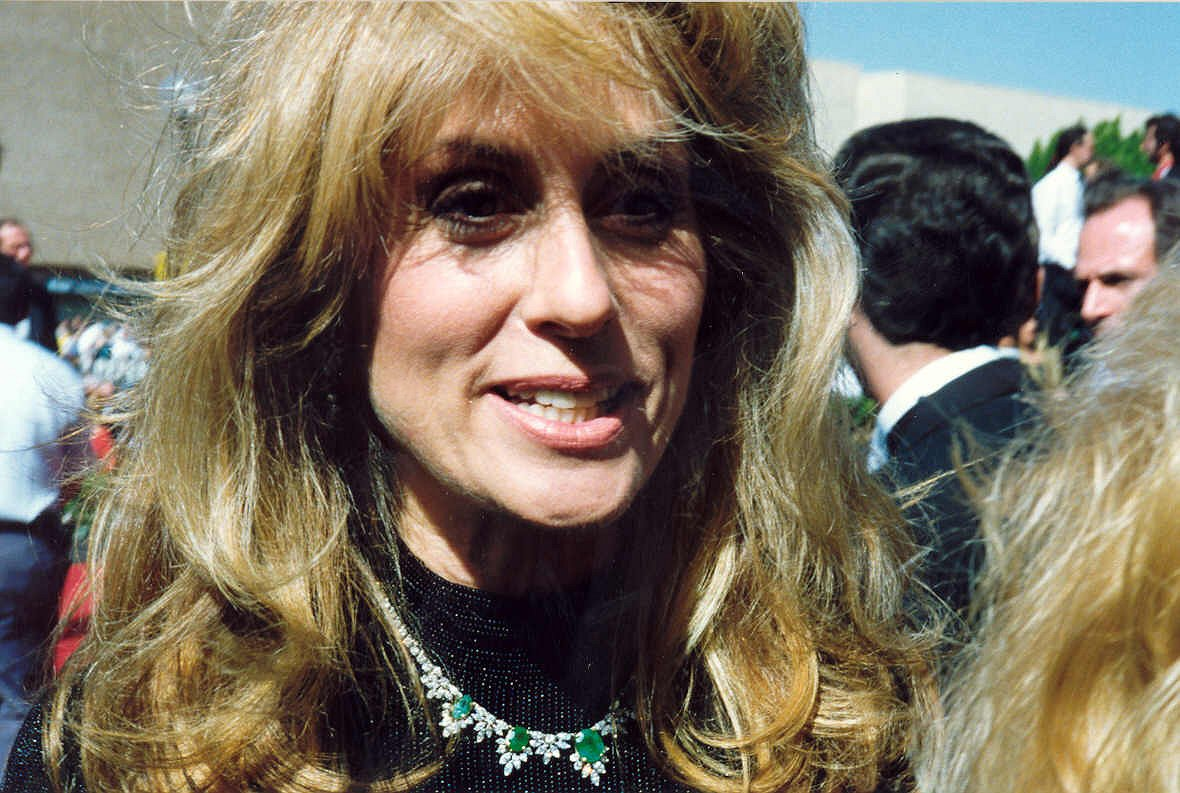
Et lors de l'édition de 1992.

L'actrice rebondit aussitôt vers une autre sitcom familiale. Elle joue une nouvelle matriarche, Diane Doolan dans une sitcom nommée Phenom, rebaptisée Madame et sa fille en France. Le programme ne dure cependant qu'une saison, malgré de bonnes audiences.

### Théâtre et retour télévisuel remarqué
Pendant une dizaine d'années, elle joue donc dans des pièces de théâtre à New York et dans quelques téléfilms. En 1998, elle remporte le Vision Award lors de la cérémonie des GLAAD Media Awards, un trophée qui récompense son engagement en faveur de la Communauté LGBT.
Elle fait également des apparitions dans quelques séries télévisées mais il faut attendre 2002 pour la voir revenir dans un rôle de premier plan. En effet, elle fait une apparition dans la populaire sitcom Spin City, lui permettant à la rentrée de décrocher un rôle récurrent : celui de la procureur/juge Elizabeth Donnelly dans la série New York, unité spéciale. Elle incarne ce personnage durant 25 épisodes, jusqu'en 2008.

Entre-temps, elle fait ses débuts en tant que productrice pour les besoins du long métrage dramatique Save Me, dans lequel elle joue également. Cette production qui traite de l'homophobie est citée lors des GLAAD Media Awards 2009.

Logo original de la série télévisée Ugly Betty.

Parallèlement, elle se voit confier un autre rôle récurrent, cette fois dans un registre comique, celui de Claire Meade dans la populaire série Ugly Betty. L'actrice signe un retour télévisuel remarqué. Le personnage devient régulier et s'installe durant 71 épisodes répartis sur quatre saisons, diffusées entre 2006 et 2010. L'actrice remporte le Prism Award de la meilleure interprétation dans une série comique. Elle est également nommée aux Primetime Emmy Awards en tant que meilleure actrice invitée dans une série comique.

### Confirmation

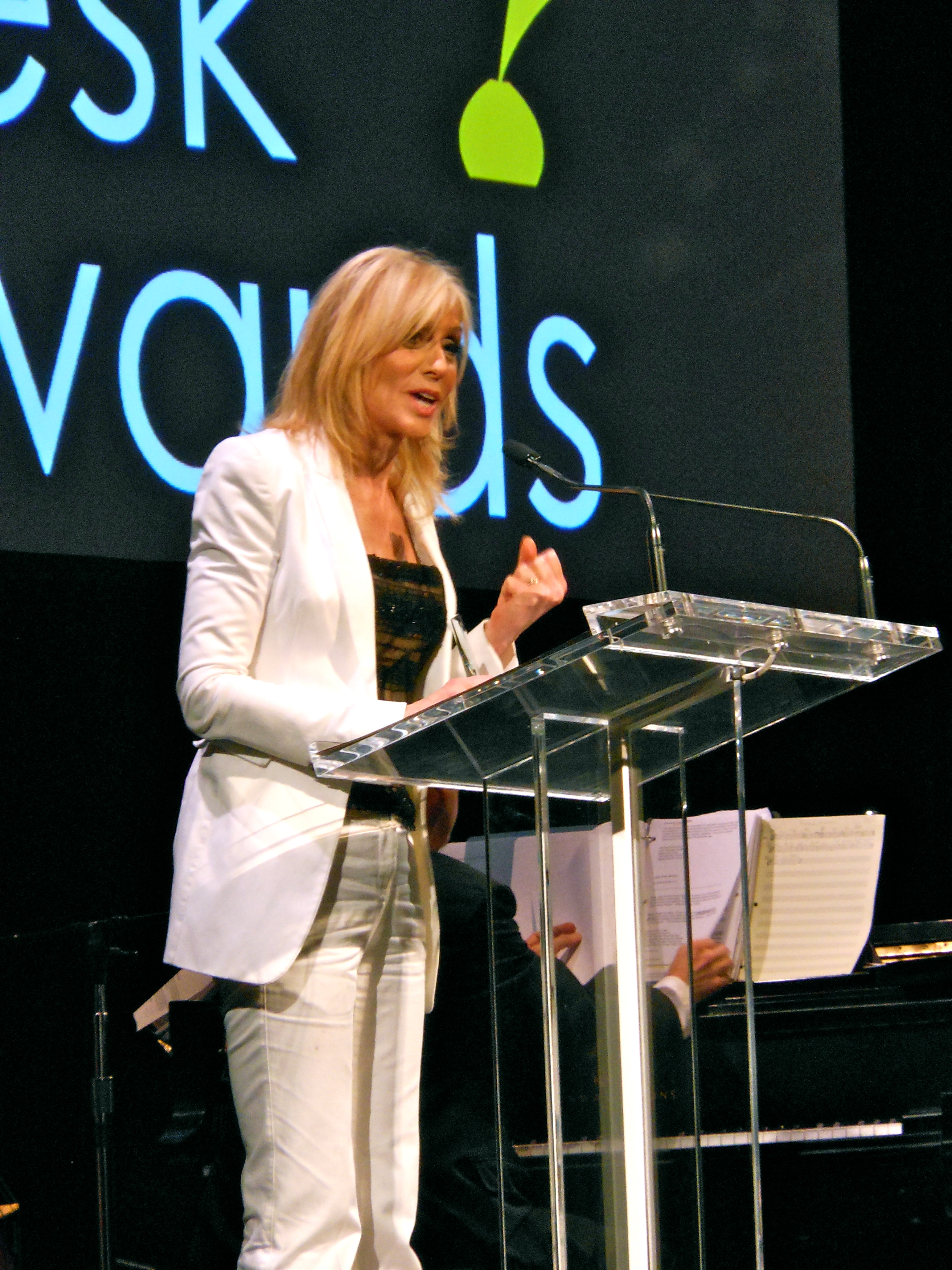
L'actrice au Town Hall de New York, en avril 2011.

Après des apparitions isolées dans quelques séries en 2011 — Eden et Nurse Jackie —, elle interprète le personnage récurrent de Marjorie dans trois épisodes de la sitcom The Exes. La même année, elle reçoit sa première nomination à un Tony Awards grâce à son interprétation dans la pièce Lombardi.
En 2012, elle rejoint le casting de la 2e saison de la nouvelle version de la série culte Dallas. Pour les besoins de la série, elle interprète la vénéneuse Judith Brown Ryland, jusqu'à l'arrêt prématuré de la série en 2014.
Parallèlement, elle voit son travail sur les planches reconnu. En 2013, elle remporte lors des Tony Awards le prix du meilleur second rôle féminin dans une pièce (The Assembled Parties). Les Tony Awards sont les plus hautes récompenses du théâtre américain. Cette même année, elle remporte également un prix aux Drama Desk Awards. Des récompenses majeures qu'elle a déjà remporté, un an auparavant, pour son travail dans la pièce Other Desert Cities.

En 2014, elle joue dans la mini-série Ten X Ten et un épisode de la sitcom Raising Hope. Mais c'est de nouveau dans un rôle dramatique qu'elle se distingue. Elle joue Shelly Pfefferman dans l'acclamée série dramatique Transparent lancée par Amazon. La série lui permet de confirmer, l'actrice étant à nouveau citée et récompensée lors de prestigieuses cérémonies de remises de prix.

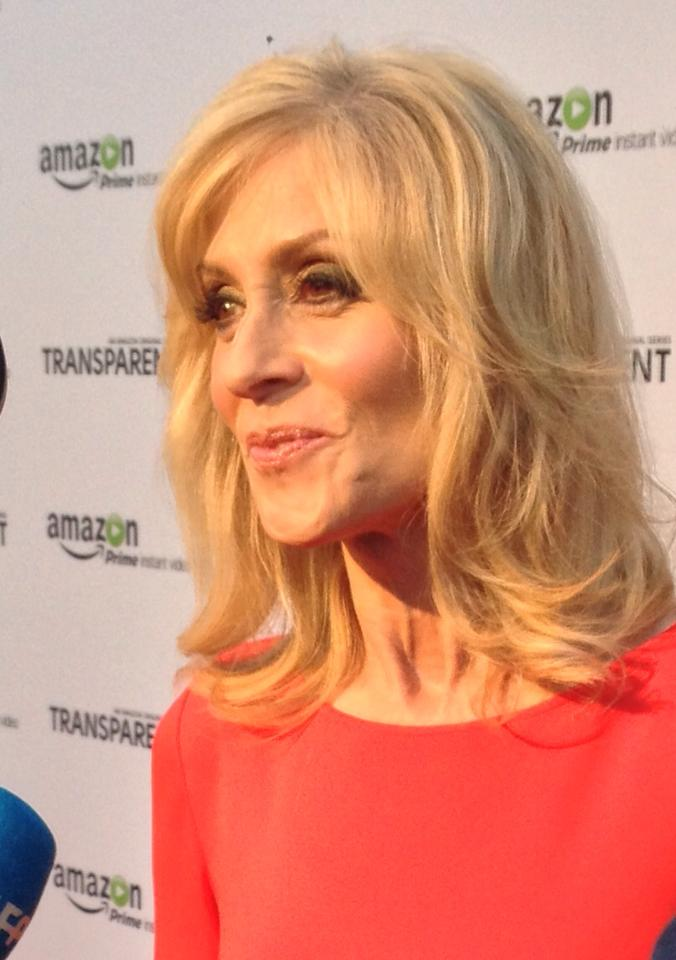
L'actrice à la première de Transparent, en octobre 2015.

En 2015, elle joue dans un épisode de la sitcom The Exes. Elle revient aussi sur le planches pour prêter ses traits à Mme Raquin dans une adaptation de Thérèse Raquin.
En 2017, elle joue un rôle récurrent dans l'unique saison de la série judiciaire et romantique Doubt, portée par Katherine Heigl.
En 2018, elle effectue un retour au cinéma avec le drame Hot Air dans lequel elle donne la réplique à Neve Campbell et Skylar Astin et elle intervient aussi dans la seconde saison d'American Crime Story. En fin d’année, elle est aussi un personnage récurrent dans une série télévisée développée par Facebook Watch, la comédie noire et satirique Queen America qui s’intéresse aux coulisses des concours de beauté. Elle y incarne le mentor de Catherine Zeta-Jones.
En 2019, elle rejoint la deuxième saison de la série d'anthologie Manhunt, ainsi que la série The Politician (nouvelle création de Ryan Murphy pour la plateforme Netflix) dans laquelle elle occupe un rôle de guest-star aux côtés de Bette Midlerdurant la première saison pour être ensuite l’un des personnages principaux dès la seconde. Elle y joue un personnage politique, sénatrice d'Etat de New-York et leader local du parti démocrate.
Cette même année, elle remporte le prix Isabelle Stevenson pour son travail de philanthrope et elle inaugure son étoile sur le célèbre Walk of Fame (Hollywood) de Los Angeles,,
Le 7 mai 2021, elle apparaît dans le clip All I know so far de Pink et y tient le rôle de la mère de cette dernière.

### Vie privée
De confession juive, elle épouse en 1985 l'acteur Robert Desiderio rencontré sur le tournage de la série télévisée On ne vit qu'une fois. Elle n'a pas d'enfant.
Elle milite pour les droits des lesbiennes, gays, bisexuels et transgenres et a notamment aidé l'acteur Danny Pintauro (Jonathan dans la série Madame est servie) à annoncer au grand jour son homosexualité.

## Théâtre
Sauf indication contraire ou complémentaire, les informations mentionnées dans cette section proviennent de la base de données IBDb.
- 1975 : A Doll's House : Helene
- 1976 : Measure for Measure : Francisca
- 1976 : Herzl : Julie Herzl
- 1999-2000 : Wit : Vivian Bearing
- 2002 : Sorrows and Rejoicings
- 2005 : Colder Than Here (en) : Myra
- 2010-2011 : Lombardi : Marie Lombardi
- 2011-2012 : Other Desert Cities (en) : Silda Grauman
- 2013 : The Assembled Parties (en) : Faye
- 2015 - 2016 : Thérèse Raquin : Madame Raquin
- 2017 : God Looked Away : Estelle

## Filmographie

### Cinéma

#### Longs métrages
- 2006 : Ira & Abby de Robert Cary : Arlene Black
- 2006 : A Broken Sole de Anthony Marsellis : Hilary
- 2007 : Save Me de Robert Cary : Gayle (également productrice)
- 2012 : Rhymes with Banana de Peter Hutchings et Joseph Muszynski : Elle-même
- 2012 : Scrooge and Marley de Richard Knight Jr. et Peter Neville : Narratrice
- 2014 : We'll Never Have Paris de Simon Helberg et Jocelyn Towne : Jean
- 2014 : Last Weekend de Tom Dolby et Tom Williams : Veronika Goss
- 2015 : Digging for Fire de Joe Swanberg : Grandma
- 2018 : Hot Air de Frank Coraci : Judith Montefiore-Salters
- 2019 : Before You Know It de Hannah Pearl Utt : Sherrell
- 2019 : Ms. White Light de Paul Shoulberg : Val
- 2021 : Tick, Tick... Boom! de Lin-Manuel Miranda
- 2022 : Le Menu (The Menu) de Mark Mylod : Anne Liebbrandt

### Télévision

#### Séries télévisées
- 1977 : Kojak : Laetitia Pomerantz (saison 4, épisode 21)
- 1979 : On ne vit qu'une fois (One Life to Live) : Karen Wolek (épisode 2719)
- 1983 : Hôpital St Elsewhere : Barbara Lonnicker (saison 1, épisode 18)
- 1983 : Sacrée Famille (Family Ties) : Stacey Hughes (saison 2, épisode 5)
- 1984 : The Mississippi (saison 2, épisode 17)
- 1984 : Les Enquêtes de Remington Steele : Clarissa Custer (saison 2, épisode 19)
- 1984 : You Are the Jury : Elizabeth Harding (saison 1, épisode 1)
- 1984 - 1992 : Madame est servie (Who's the Boss?) : Angela Bower (8 saisons, 196 épisodes)
- 1986 : Charmed Lives : Angela Bower (saison 1, épisode 1)
- 1993 - 1994 : Madame et sa fille (Phenom) : Dianne Doolan (1 saison, 22 épisodes)
- 1998 : The Simple Life : Sara Campbell (saison 1, 7 épisodes)
- 2000 : American Experience (série documentaire) : Narratrice (saison 12, épisode 15)
- 2001 : Born in Brooklyn : rôle non communiqué (pilote non retenu)
- 2002 : Spin City : Christine (saison 6, épisode 13)
- 2002 - 2010 : New York, unité spéciale (Law & Order: Special Victims Unit) : Procureur Elizabeth Donnelly (25 épisodes)
- 2004 : The Stones : Barbara Stone (saison 1, 6 épisodes)
- 2006 - 2008 : Twenty Good Years : Gina (saison 1, épisodes 1, 5 et 7)
- 2006 - 2010 : Ugly Betty : Claire Meade (4 saisons, 71 épisodes)
- 2011 : Eden : Maureen Cooper (saison 1, épisode 1)
- 2011 : Nurse Jackie : Maureen Cooper   (saison 3, épisode 5)
- 2012 - 2015 : The Exes : Marjorie (saison 1, épisode 6 - saison 2, épisode 10 et saison 4, épisode 12)
- 2013 - 2014 : Dallas : Judith Brown Ryland (18 épisodes)
- 2014 - 2019 : Transparent : Shelly Pfefferman (40 épisodes)
- 2014 : Ten X Ten (mini série) : Femme des années 1960
- 2014 : Raising Hope : Louise (saison 4, épisode 18)
- 2017 : Doubt : Carolyn Rice (saison 1, 8 épisodes)
- 2017 : I'm Sorry : Judy (saison 1, épisode 1)
- 2018 : American Crime Story : Marilyn Miglin (saison 2, épisodes 3 et 9)
- 2018 : The Good Fight : Deidre Quinn (saison 2, épisode 13)
- 2018 - 2019 : Queen America : Regina (saison 1, 3 épisodes)
- 2019-2020 : The Politician : Dede Standish (invitée saison 1, épisode 8 - principale depuis la saison 2, 7 épisodes)
- 2020 : Manhunt: Deadly Games : Bobi Jewell (saison 2)
- 2021 : American Crime Story : Susan Carpenter-McMillan (saison 3)
- 2022 : Shining Vale : Joan
- 2022 : American Horror Stories : Virginia Mallow (saison 2, épisode 6)

#### Téléfilms
- 1983 : Intimate Agony de Paul Wendkos : Marsha
- 1987 : Chassé-croisé mortel (Stamp of a Killer) de Larry Elikann : Cathy Proctor
- 1989 : Pour la vie d'un enfant (The Ryan White Story) de John Herzfeld : Jeanne White
- 1989 : My Boyfriend's Back de Bob Balaban : Vickie Vine
- 1990 : In Defense of a Married Man de Joel Oliansky : Laura Simmons
- 1991 : Wife, Mother, Murderer de Mel Damski : Marie Hilley / Robbi / Teri
- 1993 : Les Silences d'un homme (Men Don't Tell) de Harry Winer : Laura MacAffrey
- 1994 : Betrayal of Trust de George Kaczender : Barbara Noël
- 1994 : Against Their Will: Women in Prison de Karen Arthur : Alice Needham
- 1995 : Lady Killer de Steven Schachter : Janice Mitchell
- 1996 : Une autre façon d'aimer (A Husband, a Wife and a Lover) de Ted Kotcheff : Lisa McKeever (également co-productrice exécutive)
- 1996 : Murder at My Door de Eric Till : Irene McNair
- 1996 : A Step Toward Tomorrow de Deborah Reinisch : Anna Lerner
- 1997 : Too Close to Home de Bill Corcoran : Diana Donahue
- 1998 : Les Détonateurs (Carriers) de Alan Metzger : Maj. Carmen Travis
- 2011 : Other People's Kids de Michael Fresco : Laura
- 2014 : The Winklers de Philip Rosenthal : Tita Winkler
- 2019 : Escaping the Madhouse: The Nellie Bly Story de Karen Moncrieff : Matron Grady

### Doublage
- 1996 - 1997 : Duckman : Ursula Bacon 'Honey' Chicken (série télévisée, 3 épisodes)
- 1997 : Cléo et Chico (Cow and Chicken) : Nurse (série télévisée, saison 1, épisode 12)
- 2000 : Joseph : Le Roi des rêves de Rob LaDuca et Robert C. Ramirez : Zuleika (vidéofilm)
- 2017 : Penn Zero : Héros à mi-temps : Mrs. Wright (série télévisée, saison 2, épisode 16)

## Distinctions
Sauf indications contraire ou complémentaires, les informations mentionnées dans cette catégorie proviennent des bases de données IMDb et IBDb.
- Depuis le 12 septembre 2019, elle possède sa propre étoile sur le célèbre Walk of Fame (Hollywood).

### Récompenses
- 1979 : Soapy Award de la meilleure actrice dans une série télévisée dramatique pour On ne vit qu'une fois (One Life to Live) (1979).
- Daytime Emmy Award 1980 : Meilleure actrice dans une série télévisée dramatique pour On ne vit qu'une fois (One Life to Live) (1979).
- 1980 : Soapy Award de la meilleure actrice dans une série télévisée dramatique pour On ne vit qu'une fois (One Life to Live) (1979).
- Daytime Emmy Award 1981 : Meilleure actrice dans une série télévisée dramatique pour On ne vit qu'une fois (One Life to Live) (1979).
- GLAAD Media Awards 1998 : Lauréate du Trophée Vision.
- 2007 : Prism Award de la meilleure interprétation féminine dans une série télévisée comique pour Ugly Betty (2006-2010).
- 2012 : Drama Desk Award de la meilleure actrice dans un second rôle dans une pièce pour Other Desert Cities (en) (2011-2012).
- 66e cérémonie des Tony Awards 2012 : Meilleure actrice de second rôle dans une pièce pour Other Desert Cities (en) (2011-2012).
- Drama Desk Award 2013 : meilleure actrice dans un second rôle dans une pièce pour The Assembled Parties (en) (2013).
- 67e cérémonie des Tony Awards 2013 : Meilleure actrice de second rôle dans une pièce pour The Assembled Parties (en) (2013).
- 2016 : Gotham Awards de la meilleure actrice dans une mini-série ou un téléfilm pour American Crime Story (2018).
- 2018 : Gold Derby Awards de la meilleure actrice dans un second rôle dans une mini-série ou un téléfilm pour American Crime Story (2018).
- 2018 : Online Film & Television Association Awards de la meilleure actrice dans un second rôle dans une mini-série ou un téléfilm pour American Crime Story (2018).
- Provincetown International Film Festival 2019 : Lauréate du Prix Honorifique pour son excellence comme actrice.
- 73e cérémonie des Tony Awards 2019 : Lauréate du Prix Isabelle Stevenson.
- GLAAD Media Awards 2020 : Lauréate du Prix de l'excellence dans les médias.
- 2023 : Primetime Emmy Award de la meilleure actrice invitée dans une série télévisée comique pour Poker Face (2023).

### Nominations
- Primetime Emmy Awards 2007 : Meilleure actrice invitée dans une série télévisée comique pour Ugly Betty (2006-2010).
- Gold Derby Awards 2007 :
  - Meilleure distribution dans une série télévisée comique pour Ugly Betty (2006-2010).
  - Meilleure actrice invitée dans une série télévisée comique pour Ugly Betty (2006-2010).
- 14e cérémonie des Screen Actors Guild Awards 2008 : Meilleure distribution pour une série comique pour Ugly Betty (2006-2010).
- 2011 : Drama Desk Awards de la meilleure actrice dans un second rôle dans une pièce de théâtre pour Lombardi (2011).
- 65e cérémonie des Tony Awards 2011 : Meilleure actrice de second rôle dans une pièce pour Other desert cities (2011-2013).
- 5e cérémonie des Critics' Choice Television Awards 2015 : Meilleure actrice dans un second rôle dans une série comique pour Transparent (2014-2019).
- 2015 : Online Film & Television Association Awards de la meilleure actrice dans un second rôle dans une série télévisée comique pour Transparent (2014-2019).
- 73e cérémonie des Golden Globes 2016 : Meilleure actrice dans un second rôle dans une série, une mini-série ou un téléfilm pour Transparent (2014-2019).
- 6e cérémonie des Critics' Choice Television Awards 2016 : Meilleure actrice dans un second rôle dans une série comique pour Transparent (2014-2019).
- 8e cérémonie des Critics' Choice Television Awards 2016 : Meilleure actrice dans un second rôle dans une série comique pour Transparent (2014-2019).
- 2016 : Gold Derby Awards de la meilleure actrice dans un second rôle dans une série télévisée comique pour Transparent (2014-2019).
- 2016 : Online Film & Television Association Awards de la meilleure actrice dans un second rôle dans une série télévisée comique pour Transparent (2014-2019).
- 68e cérémonie des Primetime Emmy Awards 2016 : Meilleure actrice dans un second rôle dans une série télévisée comique pour Transparent (2014-2019).
- 22e cérémonie des Screen Actors Guild Awards 2016 : Meilleure distribution pour une série comique pour Transparent (2014-2019).
- 2017 : Gold Derby Awards de la meilleure actrice dans un second rôle dans une série télévisée comique pour Transparent (2014-2019).
- 69e cérémonie des Primetime Emmy Awards 2017 : Meilleure actrice dans un second rôle dans une série télévisée comique pour Transparent (2014-2019).
- 2018 : Gold Derby Awards de la meilleure distribution de l'année dans une mini-série ou un téléfilm pour American Crime Story (2018).
- 70e cérémonie des Primetime Emmy Awards 2018 : Meilleure actrice dans un second rôle dans une mini-série ou un téléfilm pour American Crime Story (2018).
- 10e cérémonie des Critics' Choice Television Awards 2019 : Meilleure actrice dans un second rôle dans une mini-série ou un téléfilm pour American Crime Story (2018).
- Women's Image Network Awards 2020 :
  - Meilleure actrice dans une mini-série ou un téléfilm pour Escaping the Madhouse: The Nellie Bly Story (2019).
  - Meilleure actrice dans une série télévisée comique pour Transparent (2014-2019).